# Ofensiva del Vístula-Oder
L'Ofensiva del Vístula-Oder va tenir lloc entre el 12 de gener i el 2 de febrer de 1945, i portà a l'Exèrcit Roig des del riu Vístula a Polònia fins a l'Oder, ja a només 70 quilòmetres de la capital, Berlín.

## Rerefons
Després de l'èxit a l'Operació Bagration, el 1r Exèrcit Belarús aconseguí assegurar dos caps de pont a la riba oest del riu Vístula entre el 27 de juliol i el 4 d'agost de 1944. A partir d'aquell moment, els soviètics van restar inactius, permetent que les SS esclafés la Sublevació de Varsòvia que havia començat l'1 d'agost, tot i que el front no estava gaire lluny dels insurgents. El 1r Front Ucraïnès capturà un cap de pont addicional a Sandomierz durant l'Ofensiva de Lvov-Sandomierz
Abans de l'ofensiva, els soviètics havien preparat una gran quantitat de material i d'homes, concentrats en 3 caps de pont. Els soviètics superaven enormement als alemanys en infanteria, artilleria i blindats. Tot això era conegut per la intel·ligència alemanya i el General Reinhard Gehlen, cap de la intel·ligència, lliurà la documentació al general Heinz Guderian. Guderian lliurà les conclusions de la intel·ligència a Hitler, el qual rebutjà creure'l. Les divisions que havien participat en l'ofensiva alemanya de les Ardenes no podrien ser enviades prou ràpidament del Front Occidental al Front Oriental. Guderian proposà evacuar les divisions del Grup d'Exèrcits Nord, que es trobava aïllat a la Bossa de Curlàndia, cap al Reich a través del mar Bàltic per tenir forces suficients per a la defensa, però Hitler ho prohibí. A més, Hitler ordenà que les tropes es desplacessin cap a Hongria, per donar suport a l'Operació Frühlingserwachen

## Forces

### Soviètiques
- El 1r Front Belarús (IFB), comandat per Gueorgui Júkov
- El 1r Front Ucraïnès (IFC), comandat per Ivan Kóniev

Júkov i Kóniev disposaven de 163 divisions per l'operació amb:
- 2.203.000 soldats
- 4.529 tancs
- 2.513 canons d'assalt
- 13.763 peces d'artilleria de camp (de 76mm o més)
- 14.812 morters
- 4.936 canons antitanc
- 2.198 coets Katyusha
- 5.000 avions

### Alemanyes
El principal opositor dels soviètics en aquell sector era el Grup d'Exèrcits A, que defensava un front que s'estenia per l'est de Varsòvia a través del curs del Vístula fins a la seva confluència amb el San. En aquest punt hi havia un gran sortint soviètic sobre el Vístula a la zona de Baranow abans que el front continués fins a Jalso. Hi havia 3 exèrcits al grup: el IX Exèrcit, desplegat als voltants de Varsòvia, el IV Exèrcit Pànzer, davant del salient, i el XVI Exèrcit al sud de Ziemke. El grup tenia en total uns 400.000 soldats, 4.100 peces d'artilleria i 1.150 tancs. El Grup d'Exèrcits A estava comandat pel Coronel General Josef Harpe, que va ser reemplaçat pel Coronel General Ferdinand Schörner el 22 de gener.
Al nord de Varsòvia el Vístula tomba cap al nord per fluir cap a l'est abans de tornar a tombar cap al nord-est fins al Bàltic. El Vístula gira a on se li uneix l'afluent Bug i, en aquest punt el Vístula segueix al Bug durant una curta distància abans de girar cap al nord per seguir el Narew. Llavors el front seguí al nord del Narew. Aquesta secció estava defensada pel 2n Exèrcit, sota la comandància del Grup d'Exèrcits Centre.
El 25 de gener de 1945, Hitler redenominà els 3 grups d'exèrcits: el Grup d'Exèrcits Nord passà a ser el Grup d'Exèrcits Curlàndia; el Grup d'Exèrcits Centre passà a ser el Grup d'Exèrcits Nord; i el Grup d'Exèrcits Sud passà a ser el Grup d'Exèrcits Centre.
La intel·ligència alemanya havia estimat que l'Exèrcit Roig tindria una superioritat numèrica de 3:1, però en realitat la superioritat era de 5:1. Els alemanys havien disposat dues línies de defensa molt properes una de l'altre, i estaven properes al front.

## Detalls de l'operació
L'ofensiva va ser llançada el 12 de gener de 1945 pel 1r Front Ucraïnès d'Ivan Kóniev des del cap de pont soviètic de Sandomierz al Vístula. El 1r Front Belarús de Gueorgui Júkov inicià el seu atac el 14 des de 2 caps de pont més petits, a Puławy i Magnuszew, al nord de les forces de Koniev. Els atacs d'artilleria que van precedir van ser molt efectius, perquè els alemanys havien situat les dues línies principals de defensa a l'abast de l'artilleria soviètica.
Una de les estratègies de defensa que ordenà Hitler eren les "ciutats fortificades", algunes de les quals, com Breslau van aguantar durant mesos. No obstant això, van ser majorment inefectives per aturar l'avanç soviètic.
El 27 de gener, les tropes de Kóniev (la 322a Divisió de Fusellers del 60è Exèrcit) alliberaren el Camp d'extermini d'Auschwitz, on trobaren moltes proves de l'Holocaust, com tones de cabell humà, milers de parells de sabates, gent morta o morint, etc.
Les tropes de Koniev van aconseguir conquerir la regió de Silèsia envoltant-la, amb la seva abundant indústria gairebé intacte. Això representà una gran pèrdua per la indústria d'armament alemanya, i tornava la lluita encara més desesperada. Albert Speer, ministre alemany d'armaments, li ho escrigué a Hitler, però aquest no va fer cap pas per aturar la guerra.
Pel 31 de gener, l'Exèrcit Roig havia assegurat caps de pont sobre un Oder congelat, a 500 km a l'oest del seu punt de partida. Van decidir aturar-se davant les dificultats logístiques, la manca de suport aeri i el temor a veure's encerclats pels atacs des del flanc provinents de Prússia oriental, Pomerània i Silèsia. En aquells moments, Berlín es trobava a només 70 km i estava poc defensada. Després de la guerra es generà un intens debat entre Vasili Txuikov i Júkov es decidí aturar l'ofensiva: Txuikov argumentava que Berlín s'hauria d'haver conquerit llavors, mentre que Júkov defensava que la decisió correcta havia estat la d'aturar-se. La controvèrsia estava alimentada a més pel fet que les batalles dels turons de Seelow (16-19 d'abril) i de Berlín van ser molt costoses pels soviètics.

## Neteja ètnica i la fugida dels alemanys
D'acord amb Anthony Beevor, els soldats de l'Exèrcit Roig van cometre gran nombre d'atrocitats, com violacions i assassinats. Beevor menciona com a motius la venjança dels soldats davant de les atrocitats que prèviament havien comès els alemanys durant la invasió de la Unió Soviètica. Com a resultat, un gran nombre d'alemanys van fugir cap a l'oest, intentant arribar fins a les línies americanes i britàniques.